# Ascarina diffusa
Ascarina diffusa är en tvåhjärtbladig växtart som beskrevs av A.C. Smith. Ascarina diffusa ingår i släktet Ascarina och familjen Chloranthaceae. Inga underarter finns listade i Catalogue of Life.